# سیارک ۸۴۹۱
سیارک ۸۴۹۱ (به انگلیسی: 8491 Joelle-gilles، نامگذاری:1989YL5) هشت هزار و چهارصد و نود و یکمین سیارک کشف شده‌است که در ۲۸ دسامبر ۱۹۸۹ کشف شد.
قدر مطلق سیارک برابر ۲۰.۴ است.